# Belvárosi plébánia (Szekszárd)

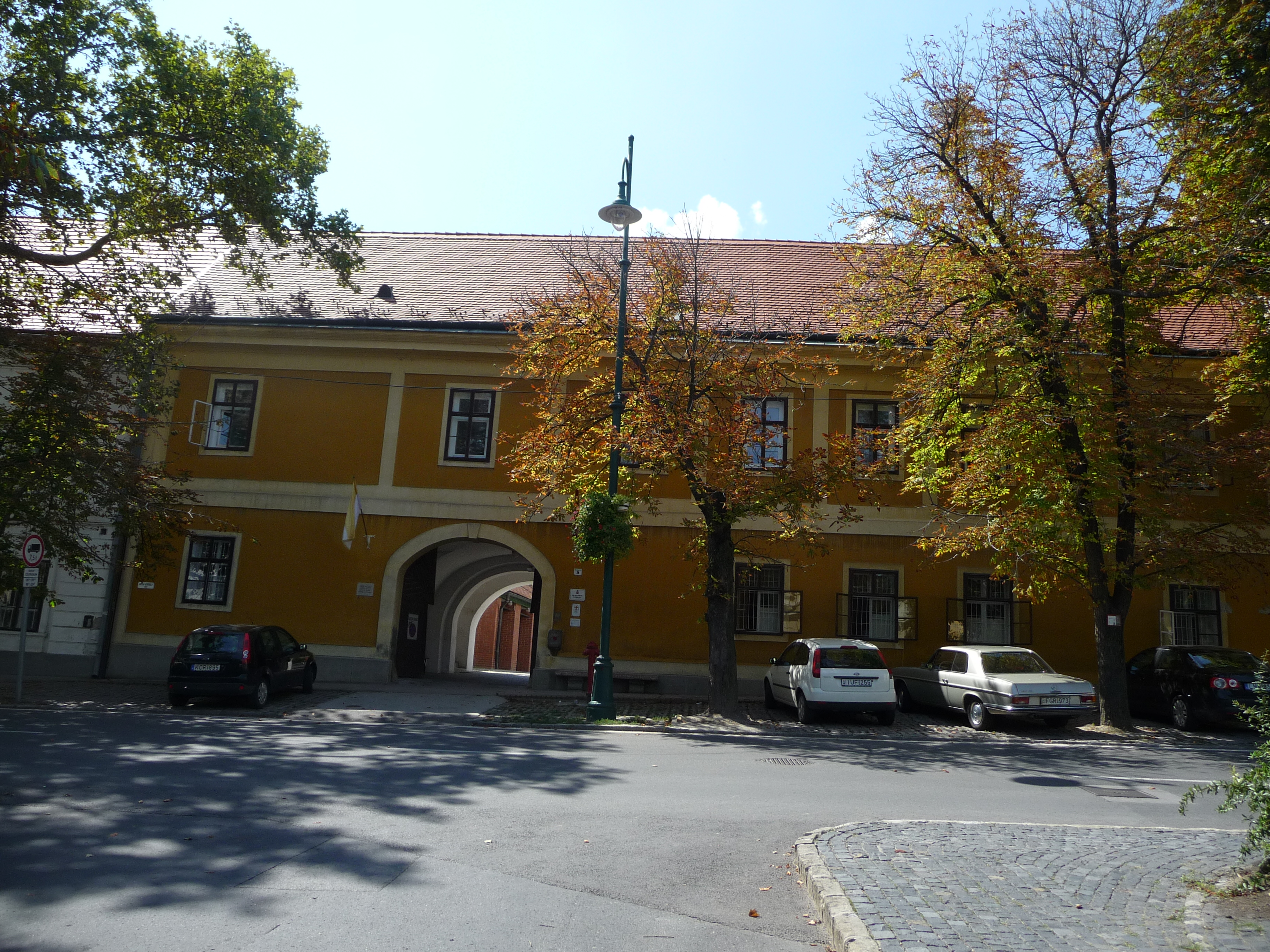
A belvárosi plébánia

A szekszárdi belvárosi plébánia műemlék épülete a város központjában áll, a Béla király tér 9-ben; ez a Béla tér legöregebb háza.

## Története
Az utolsó javadalmas apát, Rodt Ferenc Konrád bíboros építtette 1775-ben, aki röviddel az épület elkészülte után elhunyt. Nem tudni pontosan, miért is költözött ki a plébánia az apátság épületéből, de valószínűsítik, hogy a világi és szakrális épületek különválasztása elősegítette az apátság felszámolását.
Egyszer leégett, de eredeti formájában helyreállították.

## Az épület
Az egyszerű barokk épületet csak ablakainak ritmusa teszik kissé mozgalmassá. Hatalmas tölgyfa kapuja eredeti; díszítése ősi jelképeket formáz:
- kereszt
- csillagok
- dicsfény

A bejárat mellett áll a város legrégibb köztéri ülőpadja, ami egyúttal Szekszárd egyetlen vörösmárvány ülőpadja is.
Udvarának hátulsó részén építették fel a Katolikus Közösségi Házat.